# Gerontologie
Gerontologie is de tak van wetenschap die het "ouder worden" bestudeert, zowel in lichamelijk, maatschappelijk als in geestelijk opzicht.
In Nederland wordt van onder andere gerontologische inzichten gebruikgemaakt bij het medisch specialisme geriatrie. De klinische geriatrie wordt beoefend in een ziekenhuis. De sociale geriatrie speelt zich voornamelijk af in de eerstelijns gezondheidszorg. De opleiding tot klinisch geriater was voorheen een specialisatie binnen de opleiding tot internist, maar sinds 1982 is klinische geriatrie een opzichzelfstaand specialisme. De opleiding tot sociaal geriater wordt verzorgd door de opleiding voor specialist ouderengeneeskunde. Een specialist ouderengeneeskunde (voor 2009 'verpleeghuisarts' genoemd) is een medisch specialist die de zorg voor patiënten in verpleeghuizen en daarmee gelieerde projecten verleent.
Artsen die veel met ouderen te maken hebben werken altijd in een multidisciplinair team samen met psychologen, klinisch geriatrie verpleegkundigen, die allen brede ervaring hebben op het gebied van de geriatrie en de specialistische vervolgopleiding klinische geriatrie hebben gevolgd, geestelijk verzorgers, maatschappelijk werkers, fysiotherapeuten, ergotherapeuten, logopedie, diëtisten en dergelijke, omdat de problematiek bij ouderen veelal complex van aard is (zich afspeelt op biologisch, sociaal en psychisch gebied).